# Aeroportul Municipal New Castle
Aeroportul Municipal New Castle (IATA: UCP, ICAO: KUCP, FAA LID: UCP) este un aeroport din Pennsylvania, Statele Unite ale Americii ce deservește zona New Castle⁠(d). A fost numit după zona deservită.
Situat la o altitudine de 326 m, aeroportul dispune de 2 piste.

## Infrastructură

### Piste
Aeroportul dispune de 2 piste. Pista 05/23 are suprafața de asfalt și dimensiunile 3.995 picioare × 75 picioare. Pista 13/31 are suprafața de asfalt și dimensiunile 2.745 picioare × 100 picioare. 